# Rhagastis
Rhagastis is een geslacht van vlinders uit de onderfamilie Macroglossinae van de familie pijlstaarten (Sphingidae).

## Soorten
- R. acuta (Walker, 1856)
- R. albomarginatus (Rothschild, 1894)
- R. binoculata Matsumura, 1909
- R. castor (Walker, 1856)
- R. confusa Rothschild & Jordan, 1903
- R. elongata Clark, 1937
- R. gloriosa (Butler, 1875)
- R. hayesi Diehl, 1982
- R. jordani Oberthür, 1904
- R. lambertoni (Clark, 1923)
- R. lunata (Rothschild, 1900)
- R. mjobergi Clark, 1923
- R. mongoliana (Butler, 1876)
- R. olivacea (Moore, 1872)
- R. rubetra Rothschild & Jordan, 1907
- R. swinhoei Clark, 1924
- R. trilineata Matsumura, 1921
- R. velata (Walker, 1866)
- R. yunnanaria Chu & Wang, 1980

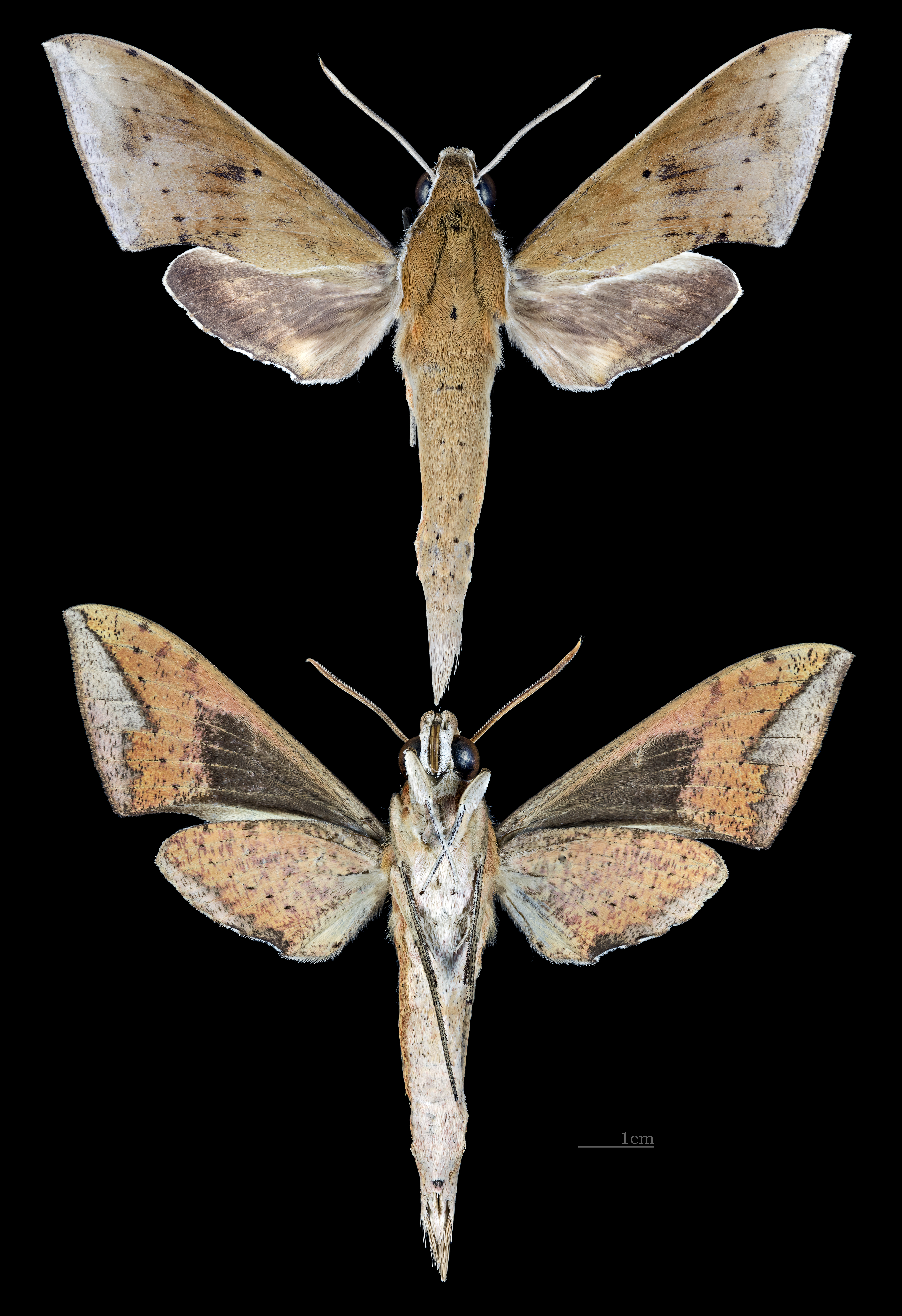
Rhagastis acuta
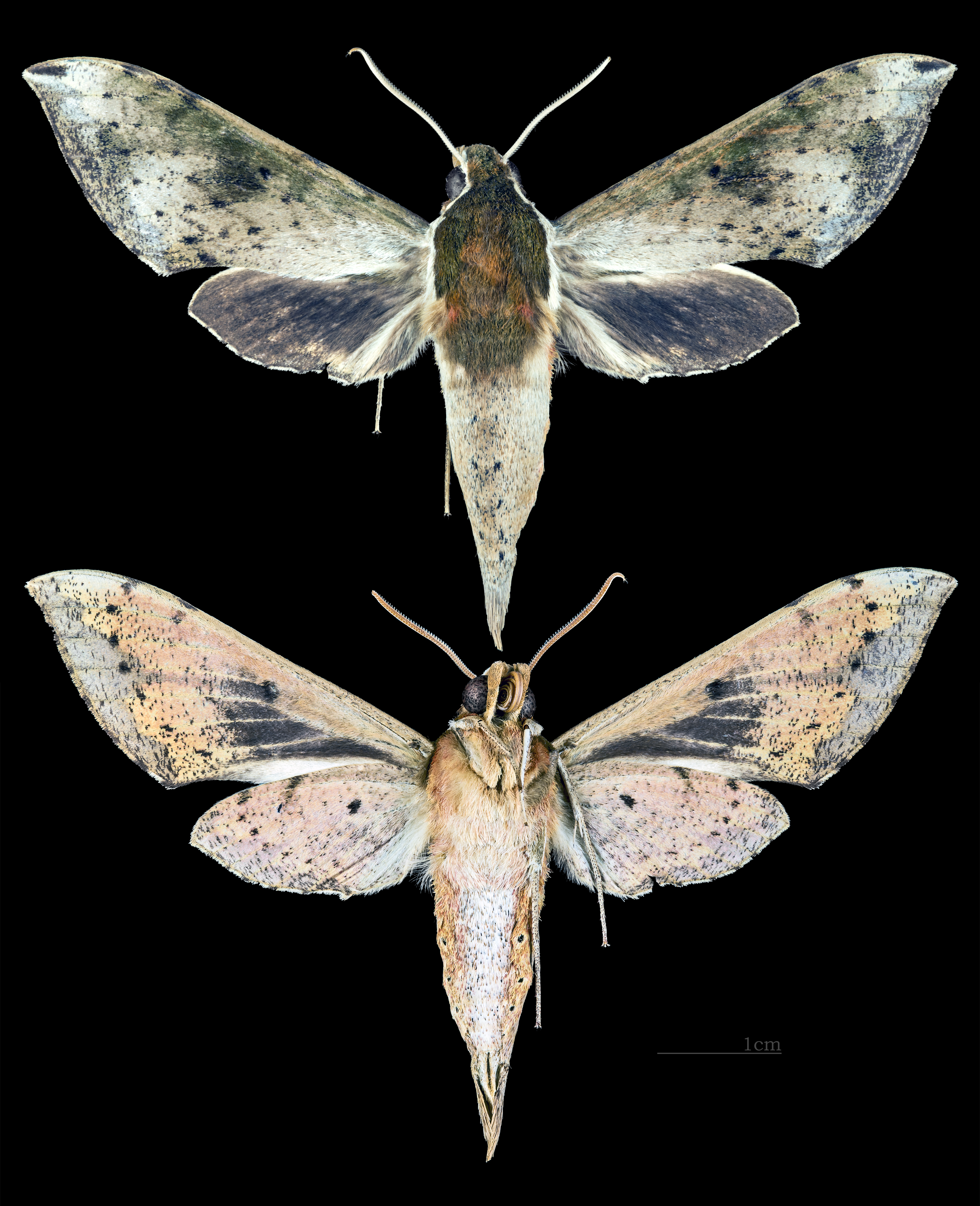
Rhagastis albomarginatus
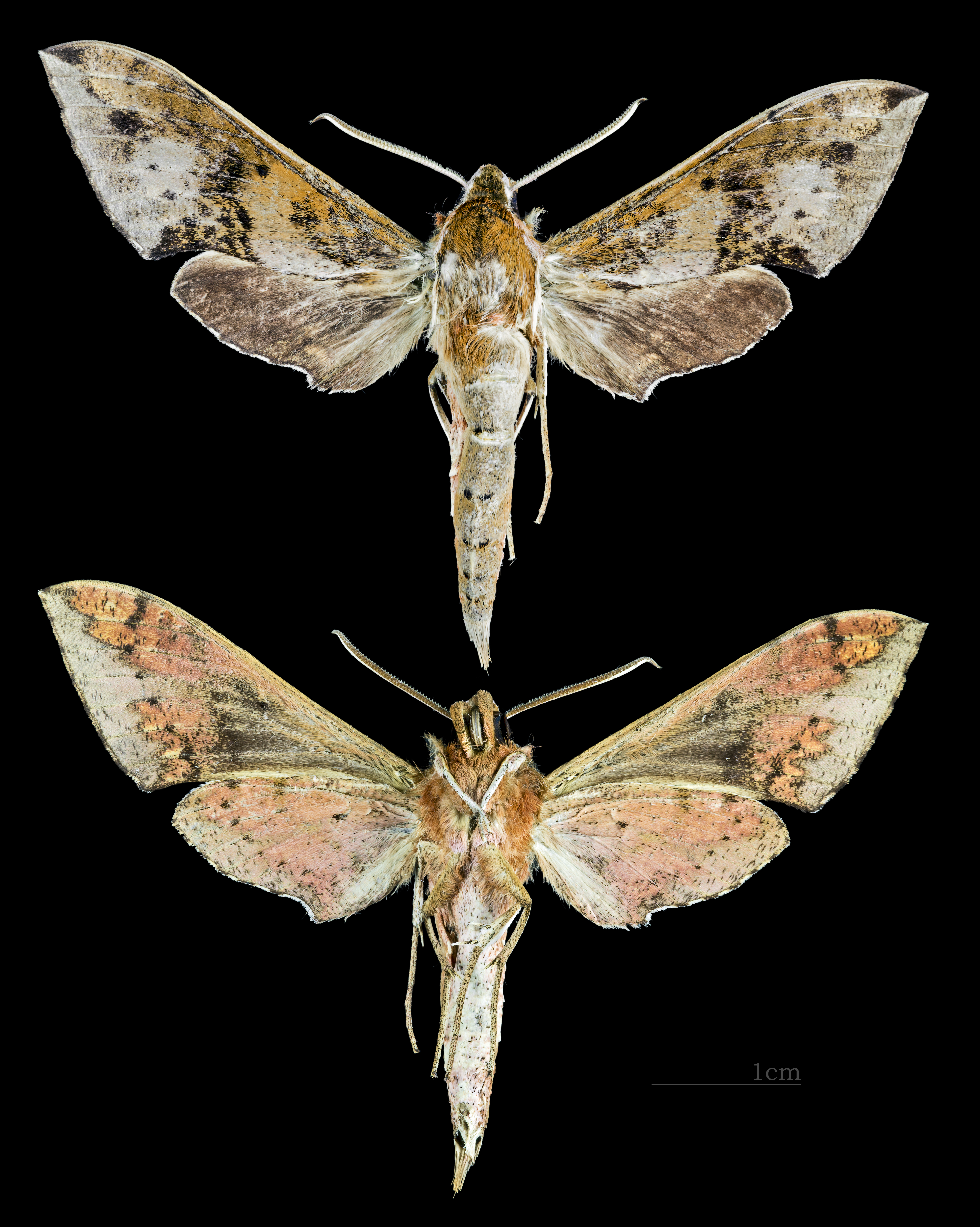
Rhagastis binoculata
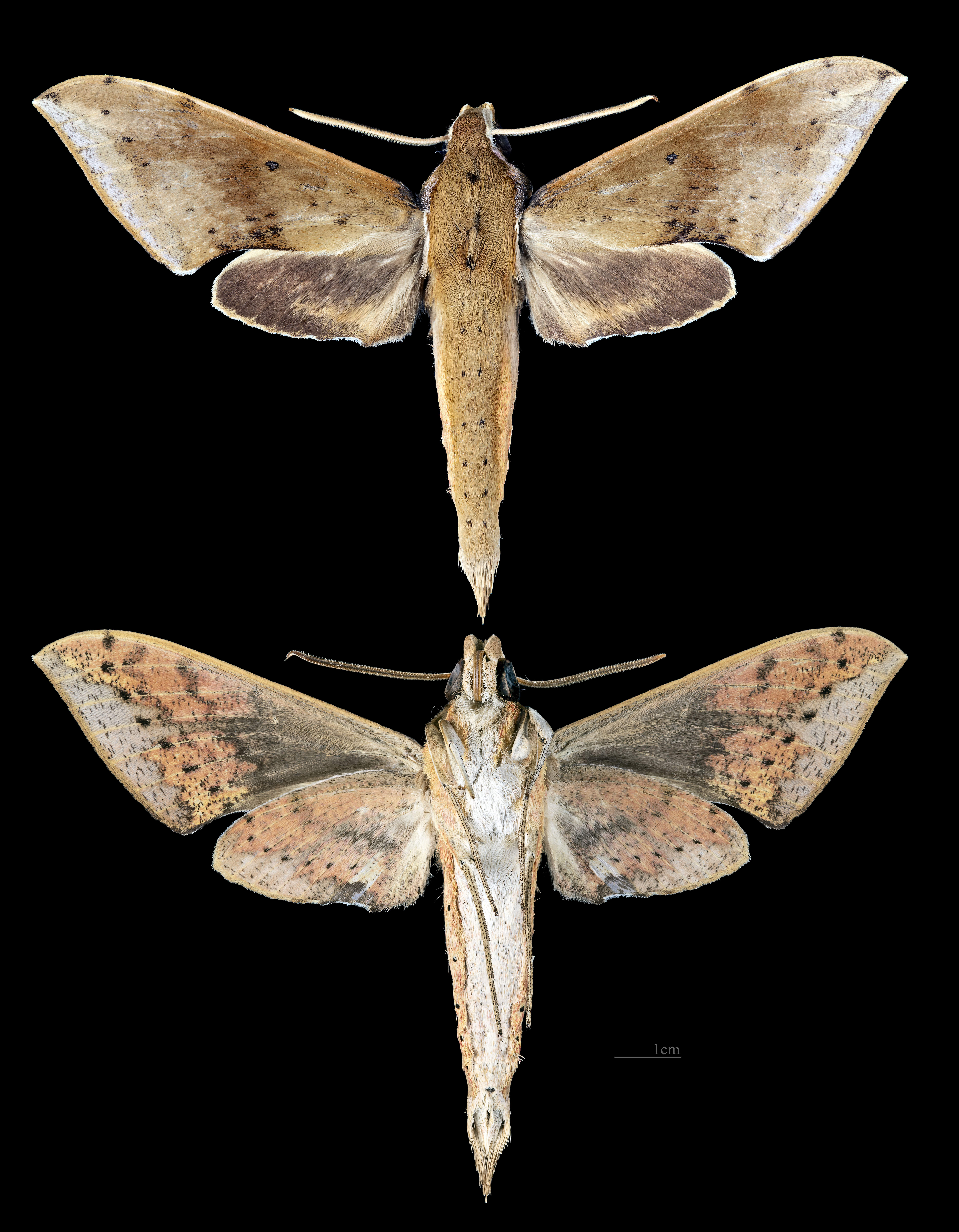
Rhagastis castor
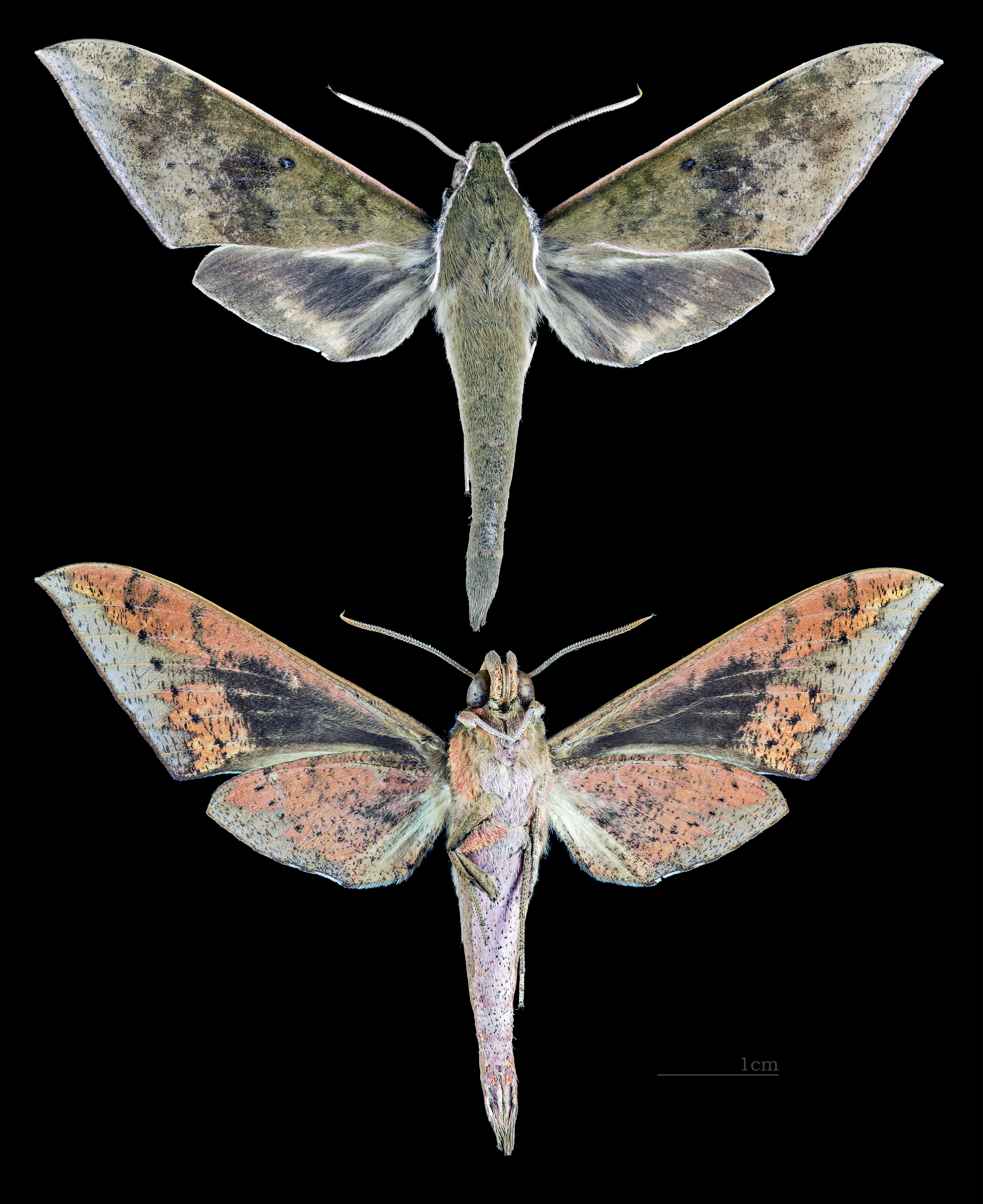
Rhagastis confusa
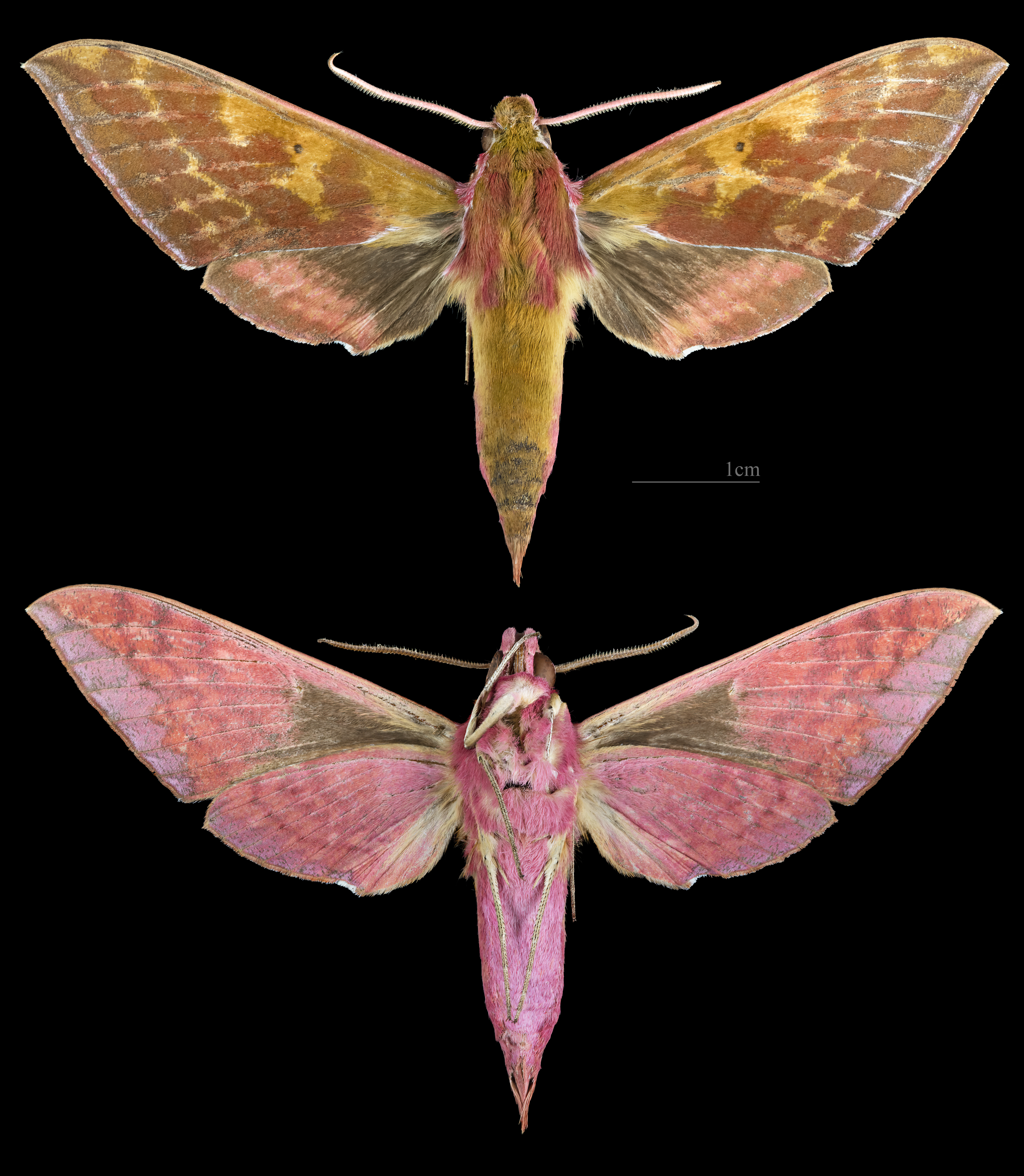
Rhagastis gloriosa
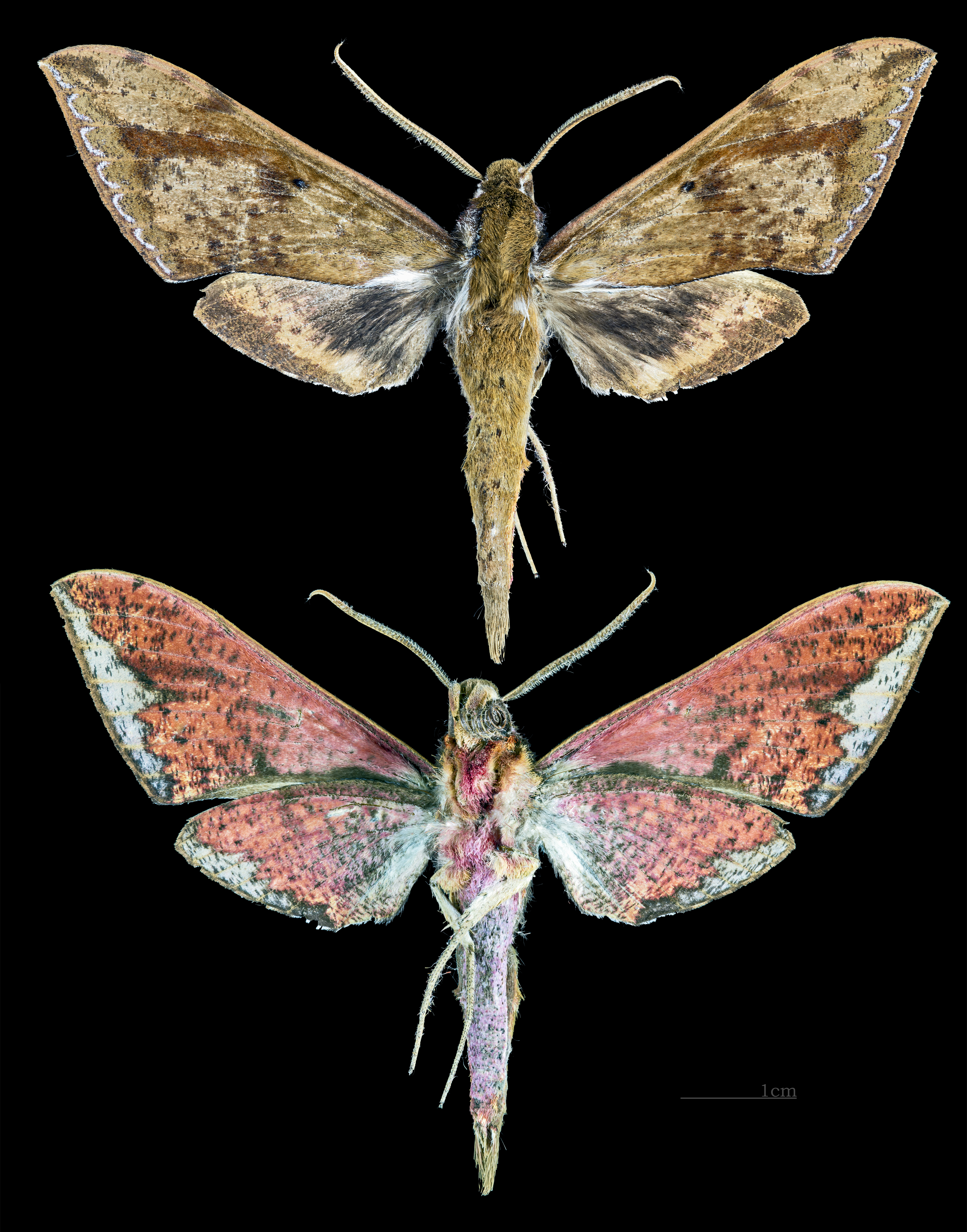
Rhagastis lunata
Rhagastis mongoliana
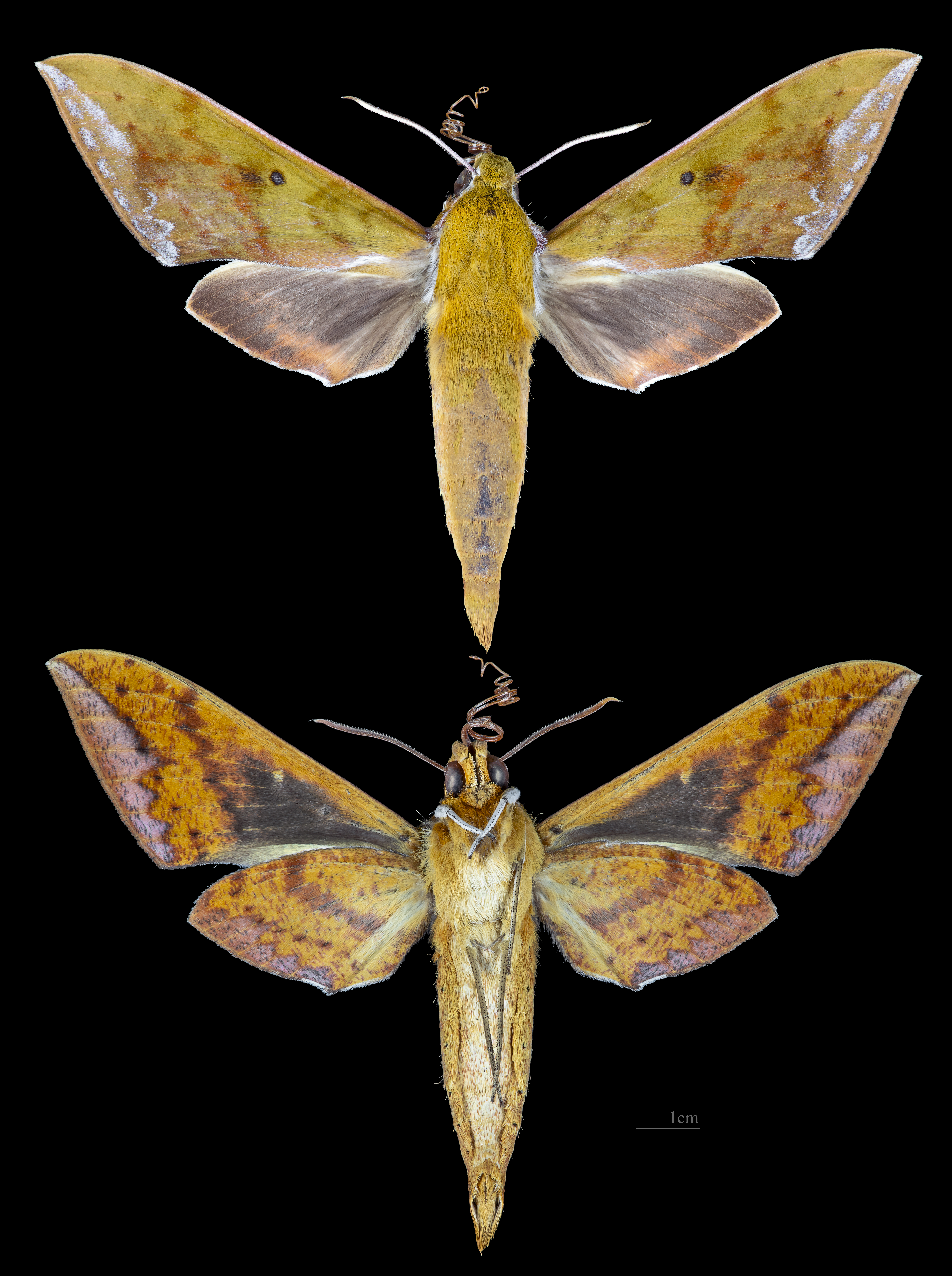
Rhagastis olivacea
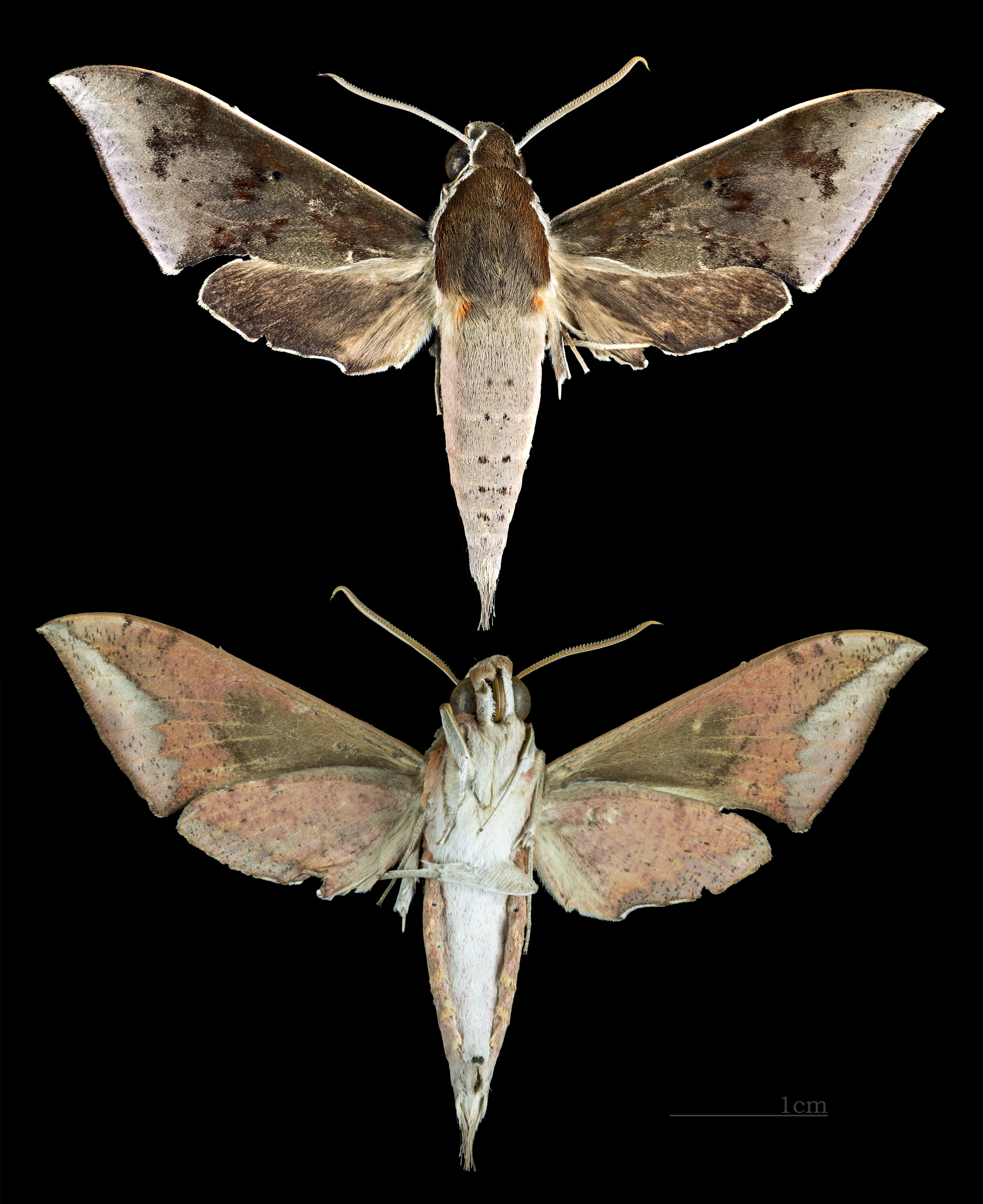
Rhagastis rubetra
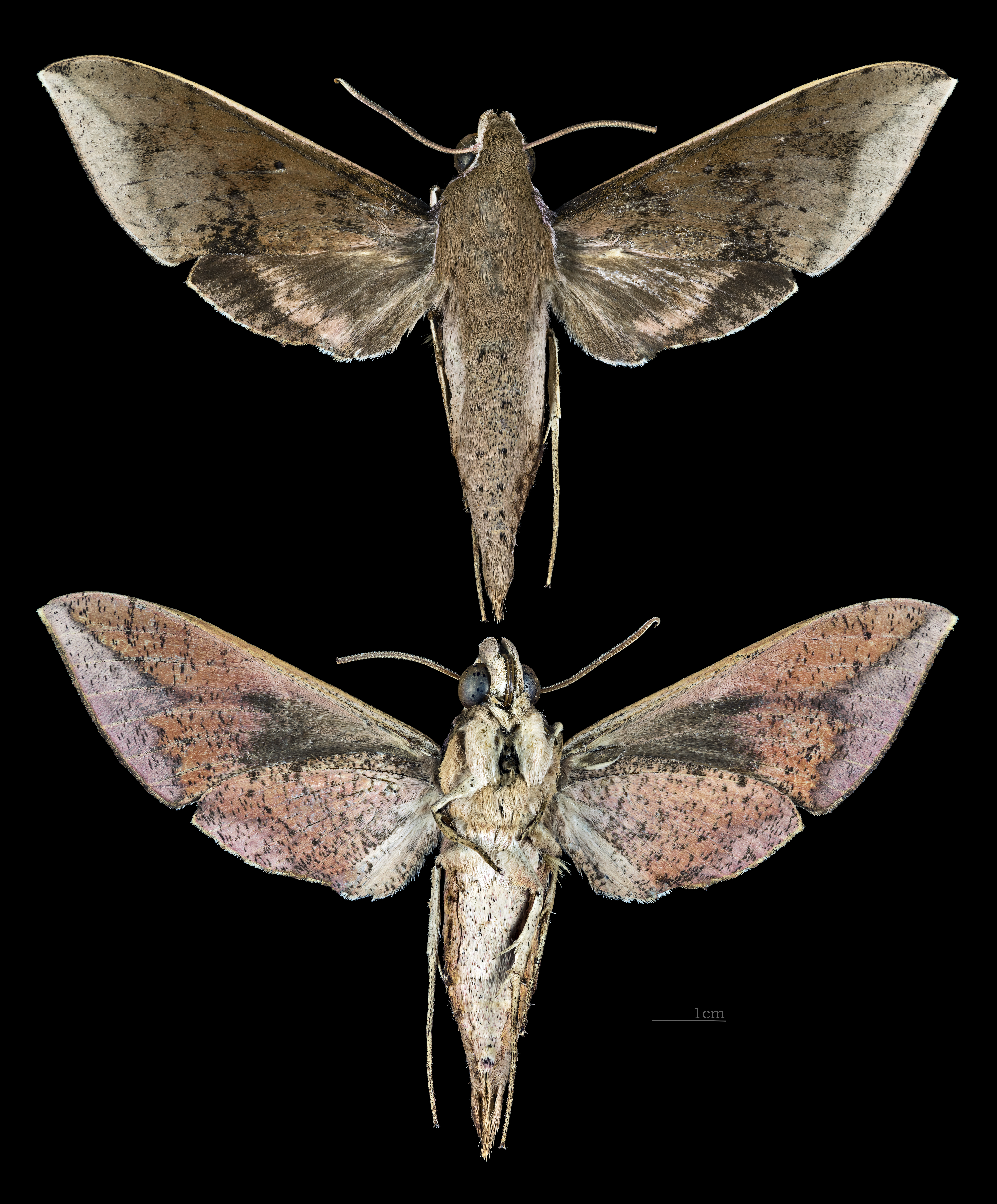
Rhagastis velata